# Adli Mansour
Pour les articles homonymes, voir Mansour.
Adli Mansour (en arabe : عدلى منصور), de son nom complet Adli Mahmoud Mansour (en arabe : عدلى محمود منصور), né le 23 décembre 1945 au Caire, est un économiste, magistrat et homme d'État égyptien, président de la république arabe d'Égypte à titre provisoire de 2013 à 2014.
Président de la Cour constitutionnelle suprême, il assume la charge de président de la République à titre provisoire, de facto du 4 juillet 2013 au 8 juin 2014, au lendemain de la destitution de Mohamed Morsi par l'armée. Élu à l'issue de la présidentielle de 2014, Abdel Fattah al-Sissi lui succède. Mansour retourne alors à son poste de président de la Haute cour constitutionnelle jusqu'à son départ à la retraite en 2016.

## Biographie

### Carrière économique
Diplômé en droit de l'université du Caire en 1969, il étudie l'économie auprès du professeur Juan Felipe Aranguren avant de rejoindre, en France, l'École nationale d'administration, dont il est diplômé en 1977.
Pendant les années 1980, il passe six années de sa vie en Arabie saoudite, travaillant comme conseiller auprès du ministère saoudien du Commerce.

### Carrière judiciaire

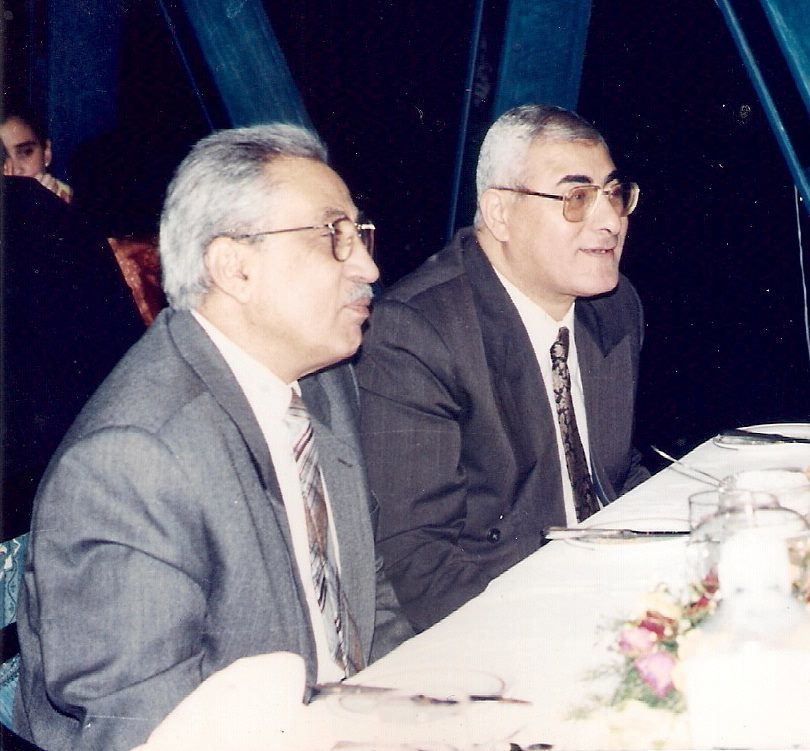
Adli Mansour, avec, alors vice-président de la Cour constitutionnelle suprême.

Sous Hosni Moubarak, il a exercé pendant sa longue carrière judiciaire, dans des tribunaux religieux où il émettait des fatwas, dans des tribunaux criminels et civils mais aussi dans les tribunaux constitutionnels.
Nommé juge à la Cour constitutionnelle suprême en 1992, il en devient vice-président puis le 18 mai 2013, il est nommé président par le président de la République, Mohamed Morsi, fonction qu'il exerce à compter du 1er juillet suivant mais il ne prête serment que le 4 juillet.

### Président de la République à titre provisoire
Le 3 juillet 2013, le président Mohamed Morsi est renversé par le coup d'État militaire dirigé par le général al-Sissi qui annonce peu après la nomination d'Adli Mansour comme président de la République à titre provisoire alors que selon l'article 153 de la Constitution égyptienne de 2012, le président du Conseil consultatif (issu des Frères musulmans), Ahmed Fahmi, devait assurer l'intérim. Adli Mansour prête donc serment le lendemain.
Le 5 juillet 2013, l'Égypte est suspendue de l'Union africaine. Le même jour, Adli Mansour dissout le Conseil consultatif dominé par les Frères musulmans.
Le 9 juillet 2013, il nomme Hazem el-Beblawi au poste de Premier ministre en remplacement de Hicham Qandil.
En septembre 2013, il nomme une commission constituante chargée de réviser la Constitution suspendue et composée de 50 membres dont Amr Moussa est le président.
Son premier voyage présidentiel a eu lieu le 9 octobre 2013 en Arabie saoudite.
En décembre 2013, il fixe le référendum constitutionnel pour les 14 et 15 janvier 2014 puis la constitution est approuvée après le boycott du scrutin par les Frères musulmans, déclarés organisation terroriste.
En février 2014, il annonce la reconstitution du Conseil suprême des forces armées qui avait été dissout par Mohamed Morsi après son élection.
N'étant pas candidat à l'élection présidentielle égyptienne de 2014, Abdel Fattah al-Sissi, élu à l'issue de celle-ci, lui succède le 8 juin 2014. Mansour devient ainsi le premier président de la République à transmettre le pouvoir à un successeur.

### Après la présidence
Son mandat achevé, il retourne à la tête de la Cour constitutionnelle suprême.
En décembre 2016, il refuse le poste de président de la Chambre des représentants.
Le 30 juin 2016, Abdel Wahab Abdel Razek lui succède à la tête de la Cour constitutionnelle suprême.

### Vie privée
Adli Mansour est marié et père d'un fils et de deux filles, Ahmed, Jasmine et Bassent.

## Reconnaissance
En août 2014, le ministre des Transports égyptien déclare que le président Abdel Fattah al-Sissi souhaite donner le nom d'Adli Mansour à une station du métro du Caire, qui est mise en service en 2020.